# Go-Sakuramachi
Go-Sakuramachi (後桜町天皇, Go-Sakuramachi Tennō, 23 septembre 1740 – 24 décembre 1813) est la 117e impératrice du Japon selon l'ordre de succession traditionnel. Elle est la dernière femme à avoir été impératrice régnante (la huitième dans l'histoire du Japon). Son règne s'étend du 15 septembre 1762 au 9 janvier 1771, date de son abdication en faveur de son neveu, l'empereur Go-Momozono. Son nom personnel est Toshiko (智子) et son premier titre est Isa-no-miya (以茶宮), devenu Ake-no-miya (緋宮).

## Généalogie
Elle est la seconde fille de l'empereur Sakuramachi. Sa sœur aînée est morte jeune et son frère cadet est l'empereur Momozono.  Elle deviendra impératrice après l'abdication de ce dernier.

## Biographie
En 1762, elle accède au trône par un décret spécial de l'empereur Momozono dont le fils (le prince Hidehito, plus tard empereur Go-Momozono) n'a que 5 ans.
À son intronisation, elle devient la première impératrice régnant à titre personnel en 119 ans, la première depuis l'impératrice Meishō.
Dans sa neuvième année de règne (en 1770), elle abdique en faveur de son neveu, l'empereur Go-Momozono. Néanmoins, le règne de ce dernier ne dure pas longtemps, se terminant en 1779 quand Go-Momozono meurt sans laisser de fils. Durant l'agonie de son neveu, l'ex-impératrice (Daijō tennō) consulte les membres les plus importants de la cour et les gardes impériaux, prévoyant de considérer le prince Fushimi-no-miya comme un fils adopté. Mais ils se décident finalement pour le prince Morohito (師仁), sixième fils du prince Kan'in-no-miya Sukehito (閑院宮典仁) qui a le soutien du principal conseiller de l'empereur (Kanpaku). Le prince Morohito, hâtivement adopté par Go-Momozono sur son lit de mort devient l'empereur Kōkaku.
Une fois le trône passé à cette branche de la lignée impériale, Go-Sakuramachi, dans son rôle d'impératrice retirée, est désormais connue comme la Gardienne du Jeune Seigneur. C'est dans le cadre de ce rôle qu'en 1789, à l'occasion d'un scandale concernant un titre honorifique, elle réprimande l'empereur.
Elle meurt en 1813, âgée de 73 ans. Elle laisse derrière elle un livre intitulé Kinchū-nenjū no koto (禁中年中の事) (titre qui peut se traduire par "Sujets d'années à la cour Impériale") comprenant des poèmes, des chroniques, etc, d'une excellente qualité littéraire.

## Les événements de la vie de Go-Sakuramachi-tennō

### L'ère Hōreki
- Hōreki 11, le 7e jour de la 11e lune (2 décembre 1761) : l'empereur Momozono abdiqua[1].
- Hōreki 13 1763) : on répara le temple de Nikko[2].

### L'ère Meiwa
- Meiwa  gannen (宝暦元年) ou Meiwa 1 (1763) : l'ambassadeur de Corée vint. Le roi des îles  Ryūkyū envoya également une ambassade à la cour[3].
- Meiwa 3 (1766) : on découvrit une conspiration tramée contre le shogun à Edo, par Yamagata Daini et Fuji Umon, et on arrêta les principaux coupables[3].
- Meiwa 4, le 21e jour de la 8e lune (13 septembre 1767) : Daini et Umon furent exécutés, d'après la sentence prononcée par Abe Iyo-no kami[4].
- Meiwa 4 (1767) : on fit des travaux dans le lit des rivières de l'est de l'empire, pour les rendre plus navigables, et on restaura les digues[3].
- Meiwa 5 (1767) : on battit les monnaies de cuivre appelées Zi mon sen (Szu men thsian)[5].
- Meiwa 7 (1770) : dans sa neuvième année de règne, l'impératrice Go-Sakuramachi abdique en faveur de son neveu, l'empereur Go-Momozono.

## Les ères du règne de Go-Sakuramachi
- Ère Hōreki (宝暦), 1751-1764
- Ère Meiwa (明和), 1764-1772